# Igor Korniejew
Igor Władimirowicz Korniejew (ros. Игорь Владимирович Корнеев; ur. 4 września 1967 w Moskwie) – rosyjski piłkarz grający na pozycji bocznego pomocnika.

## Kariera klubowa
Korniejew urodził się w Moskwie. Przygodę z piłką rozpoczął w szkółce piłkarskiej Spartaka Moskwa, jednak nie przebił się do pierwszego zespołu i w 1985 roku został graczem CSKA Moskwa. W pierwszej lidze ZSRR zadebiutował w 1987 roku (po awansie klubu z zaplecza pierwszej ligi), jednak na koniec roku spadł z nim do drugiej ligi. W 1989 roku wrócił z CSKA do radzieckiej ekstraklasy. W 1990 roku wywalczył z CSKA mistrzostwo Związku Radzieckiego, a w 1991 roku osiągnął kolejny sukces – zdobył Puchar ZSRR. Został też uznany Piłkarzem Roku w Rosji. W CSKA wystąpił w 166 meczach i strzelił 50 goli.
Na początku 1992 roku Korniejew przeszedł do hiszpańskiego Espanyolu. W jego barwach zadebiutował 5 stycznia w zremisowanym 0:0 meczu z Realem Burgos. W sezonie 1992/1993 był drugim najlepszym strzelcem zespołu, jednak spadł z nim do Segunda División. W 1994 roku pomógł Espanyolowi w powrocie do La Liga, a pod koniec roku trafił do lokalnego rywala, FC Barcelona. W niej swój pierwszy ligowy mecz rozegrał 15 stycznia, a „Barca” pokonała 3:0 CD Logroñés. Natomiast w Lidze Mistrzów zdobył gola w spotkaniu z Paris Saint-Germain (1:1). W Barcelonie grał do końca sezonu, a latem odszedł z zespołu nie mając miejsca w podstawowym składzie.
Latem 1995 Korniejew wyjechał do Holandii. Podpisał kontrakt z SC Heerenveen i dwukrotnie z rzędu zajął z nim 7. miejsce w Eredivisie. W 1997 roku został ściągnięty przez Leo Beenhakkera do Feyenoordu. W sezonie 1998/1999 został mistrzem Holandii, a w mistrzowskim sezonie wystąpił w 17 spotkaniach i strzelił 5 goli. W sezonie 1999/2000 zagrał w Lidze Mistrzów i zajął 3. miejsce w lidze. W 2001 roku został wicemistrzem Holandii, a w 2002 roku znów był z Feyenoordem trzeci. W sezonie 2002/2003 występował w NAC Breda i w jego trakcie zakończył piłkarską karierę.
| Sezon   | Klub          | Kraj      | Rozgrywki        | Mecze | Bramki |
| ------- | ------------- | --------- | ---------------- | ----- | ------ |
| 1986    | CSKA Moskwa   | ZSRR      | 2. liga          | 22    | 2      |
| 1987    | CSKA Moskwa   | ZSRR      | 1. liga          | 19    | 3      |
| 1988    | CSKA Moskwa   | ZSRR      | 2. liga          | 37    | 13     |
| 1989    | CSKA Moskwa   | ZSRR      | 2. liga          | 38    | 14     |
| 1990    | CSKA Moskwa   | ZSRR      | 1. liga          | 21    | 8      |
| 1991    | CSKA Moskwa   | ZSRR      | 1. liga          | 29    | 10     |
| 1991/92 | RCD Espanyol  | Hiszpania | Primera División | 14    | 6      |
| 1992/93 | RCD Espanyol  | Hiszpania | Primera División | 32    | 7      |
| 1993/94 | RCD Espanyol  | Hiszpania | Primera División | 27    | 8      |
| 1994/95 | FC Barcelona  | Hiszpania | Primera División | 12    | 0      |
| 1995/96 | SC Heerenveen | Holandia  | Eredivisie       | 11    | 2      |
| 1996/97 | SC Heerenveen | Holandia  | Eredivisie       | 25    | 5      |
| 1997/98 | Feyenoord     | Holandia  | Eredivisie       | 20    | 2      |
| 1998/99 | Feyenoord     | Holandia  | Eredivisie       | 17    | 5      |
| 1999/00 | Feyenoord     | Holandia  | Eredivisie       | 15    | 6      |
| 2000/01 | Feyenoord     | Holandia  | Eredivisie       | 17    | 6      |
| 2001/02 | Feyenoord     | Holandia  | Eredivisie       | 10    | 1      |
| 2002/03 | NAC Breda     | Holandia  | Eredivisie       | 10    | 0      |

## Kariera reprezentacyjna
W reprezentacji ZSRR Korniejew zadebiutował 21 maja 1991 roku w przegranym 1:3 towarzyskim meczu z Anglią. W 1992 roku został powołany przez Anatolija Byszowca do reprezentacji Wspólnoty Niepodległych Państw na Euro 92 i wystąpił tam jedynie w przegranym 0:3 grupowym meczu ze Szkocją. W 1994 roku wystąpił na Mistrzostwach Świata w USA w wygranym 6:1 meczu z Kamerunem. W kadrze ZSRR rozegrał 5 meczów, a w kadrze Rosji – 8 meczów.